# Asım Pars
Asım Pars, nato Asim Paščanović (Kalesija, 1º aprile 1976 – Kalesija, 23 settembre 2024), è stato un cestista bosniaco naturalizzato turco.

## Carriera
Con la Turchia disputò i Campionati mondiali del 2002 e due edizioni dei Campionati europei (1999, 2001).

## Palmarès
- Campionato turco: 3

Ülkerspor: 1997-98
Tofaş: 1998-99, 1999-2000
- Coppa di Turchia: 1

Tofaş: 1999-2000